# Yacine Kechout
Yacine Kechout est un footballeur algérien né le 7 mai 1982 à Alger. Il évoluait au poste d'arrière gauche.

## Biographie
Il évolue en Division 1 avec les clubs du MC Alger, de la JS Kabylie, de la JSM Béjaïa, et enfin du MC Oran.
Il participe à la Coupe de la confédération en 2008 avec le club de la JSM Béjaïa.

## Palmarès
- Champion d'Algérie en 2004 avec la JS Kabylie.
- Vainqueur de la coupe d'Algérie en 2008 avec la JSM Béjaïa.
- Finaliste de la coupe d'Algérie en 2004 avec la JS Kabylie.
- Accession en Ligue 1 en 2003 avec le MC Alger.